# Distrito de Anjaw
Anjaw (en panyabí; ضلع انجا) es un distrito de India en el estado de Arunachal Pradesh. Código ISO: IN.AP.AN.
Comprende una superficie de 18 428 km².
El centro administrativo es la ciudad de Hawai.

## Demografía
Según censo 2011 contaba con una población total de 21 089 habitantes.